# Строительные материалы (журнал)
Строительные материалы — научно-технический и производственный ежемесячный журнал, основанный в 1955 году для освещения государственной технической политики в области строительной индустрии и промышленности строительных материалов. На протяжении десятилетий в журнале освещаются основные этапы становления и развития подотраслей промышленности строительных материалов, важнейшие открытия и изобретения в области строительного материаловедения, техники и технологии. Журнал «Строительные материалы» находится в активах крупнейших библиотек мира, включая Библиотеку Конгресса США в Вашингтоне, университетские библиотеки ряда стран.
Журнал включен в Перечень ведущих рецензируемых научных журналов,  рекомендованных Высшей аттестационной комиссией России для опубликования основных научных результатов диссертации на соискание учёной степени кандидата и доктора наук, размещен на платформе Научной электронной библиотеки eLIBRARY.RU, входит в проект Российский индекс научного цитирования (РИНЦ) и RCSI на платформе Web of Science.

## Главные редакторы
В течение многих лет главным редактором журнала был выдающийся ученый в области химии и технологии силикатов член-корреспондент АН СССР Петр Петрович Будников. Он привлек в журнал крупнейших ученых, работающих в различных областях строительного материаловедения, и положил начало сотрудничеству с профильными вузами.

Большой вклад в укрепление связи журнала с отраслевыми научно-исследовательскими институтами внес Аркадий Антонович Крупин, назначенный главным редактором журнала в 1970 г. Фронтовик, защитник ленинградской «Дороги жизни», в мирное время А.А. Крупин руководил организацией работы промышленности строительных материалов в Эстонии и на Урале, а затем возглавил головной институт по строительным материалам – ВНИИСТРОМ, которому впоследствии было присвоено имя Петра Петровича Будникова.

В 1977 г. МПСМ СССР поручило руководство журналом известному организатору промышленности Анатолию Николаевичу Садовскому, уделявшему большое внимание технической реконструкции действующих предприятий. Большой вклад внес Анатолий Николаевич в создание первых отечественных автоматизированных кирпичных заводов и других предприятий отрасли. Благодаря А.Н. Садовскому значительно укрепились связи журнала с промышленностью.

Маргарита Григорьевна Рублевская возглавила журнал в 1990 г. К этому времени она уже 29 лет работала в журнале, из которых более 15 лет фактически руководила всей оперативной работой в должности заместителя главного редактора. Именно её усилиями в годы перестройки был сохранен журнал «Строительные материалы». 

C 2002 г.  и по настоящее время главным редактором журнала является Елена Ивановна Юмашева, выпускница силикатного факультета МХТИ (ныне РХТУ) им. Д.И. Менделеева, инженер химик-технолог, Почетный строитель России, Член Союза журналистов России.

## Авторы
В журнале печатались основополагающие работы в области строительного материаловедения, исследования традиционных керамических материалов, химии и технологии цемента, технологии бетона, асбестоцемента, теплоизоляционных, мягких кровельных, гидроизоляционных и других материалов. Не случайно, в первые же годы авторами журнала стали видные ученые, работники отраслевых и академических институтов. 

Теоретические вопросы глиноведения, процессы, проходящие при термической обработке глин, освещены в статьях П.П. Будникова, Е.Л. Рохваргера, М.О. Юшкевича. Теоретические вопросы сушки и обжига керамики были представлены работами А.В. Лыкова, К.А. Нохратяна. По вопросам цементной технологии и твердения гидравлических вяжущих выступали Ю.М. Бутт, С.М. Рояк, И.Ф. Пономарев, Н.А. Торопов и др. Авторами статей в журнале в первые годы были основоположники бетоноведения Б.Г. Скрамтаев и А.Н. Попов, заводская технология бетонов была представлена работами В.В. Михайлова, С.А. Миронова, С.А. Саталкина, В.И. Сорокера и др., технология кровельных материалов − работами В.А. Воробьева, О.Б. Розен и др. 
Многие годы в редакционный совет журнала входили видные российские ученые - академик РАН Л.А. Вайсберг,  академики Российской академии архитектуры и строительных наук (РААСН) Ю.М. Баженов, Е.М. Чернышов, д-ра техн. наук А.П. Прошин, В.В. Бабков, В.И. Калашников, Д.В. Орешкин, А.П. Зубёхин, Б.Я. Трофимов и др. В настоящее время тесные деловые контакты с редакцией поддерживают академики Российской академии архитектуры и строительных наук (РААСН) В.А. Ильичев,  С.В. Федосов, Н.И. Карпенко, В.И. Колчунов; д-ра техн. наук Г.И. Бердов, В.И. Верещагин, В.Г. Гагарин, Д.Р. Дамдинова, В.П. Селяев, В.Т. Ерофеев, В.И. Кондращенко, В.Д. Котляр, Л.Я. Крамар, В.Н. Куприянов, В.С. Лесовик, Г.В. Несветаев,  А.Г. Перехоженцев, А.П. Пичугин, Е.В. Королев, Ю.В. Пухаренко, Р.З. Рахимов, Б.С. Соколов, В.Ф. Степанова,  Л.А. Урханова, А.В. Ушеров-Маршак, В.Г. Хозин, Г.И. Яковлев и их ученики.

## Тематика журнала
- Научные исследования, производство, применение:
  - Бетонов
  - Строительной керамики;
  - Гипсовых материалов;
  - Сухих смесей;
  - Силикатных материалов;
  - Материалов для дорожного строительства и др.;
- Технологии и оборудование для производства строительных материалов;
- Энергосбережение в промышленности и строительстве;
- Инвестиции в отрасль;
- Обзоры отраслевых мероприятий;
- Отраслевая аналитика